# Пічан (повіт)
42°51′48″ пн. ш. 90°12′39″ сх. д. / 42.86331° пн. ш. 90.21074° сх. д.
Пічан (також Шаньшань, кит. 鄯善县, пін. Shànshàn Xiàn, уйг. پىچان ناھىيىسى, Pichan Nahiyisi, Piqan Nah̡iyisi) — повіт у префектурі Турфан, КНР. Знаходиться на північному сході Сіньцзян-Уйгурського автономного району. Столиця — містечко Пічан.

## Географія
Повіт Пічан лежить на висоті близько 380 метрів над рівнем моря у Хамійській пустелі.

### Клімат
Повіт знаходиться у зоні, котра характеризується кліматом пустель помірного поясу.

## Адміністративний поділ
Повіт має у своєму складі національну волость:
- Дунбачжа-Хуейська національна волость (кит. 东巴扎回族乡, пін. Dōngbāzhā Huízú xiāng, уйг. دۇڭبازار خۇيزۇ يېزىسى)

## Туризм
Такі визначні місця повіту, як-от: гробниці Янхай (洋海墓群|Yanghai muqun}}), печерні храми Туюка (кит. 吐峪沟石窟, пін. Tuyugou shiku) з 2006 року входять до списку пам'яток КНР.